# 1727 w literaturze
Wydarzenia literackie w 1727 roku.

## nowe książki
- Elizabeth Boyd pod pseudonimem: „Louisa” – Variety
- Mary Davys – The Accomplished Rake
- Daniel Defoe – Conjugal Lewdness
  - – An Essay on the History and Reality of Apparitions
  - – A New Family Instructor
- John Gay – Fables
- Eliza Haywood – Philidore and Placentia
  - – Cleomelia
  - – The Perplex'd Dutchess
  - – The Secret History of the Present Intrigues of the Court of Caramania
- Edward Hyde, 1. hrabia Clarendon – A Collection of Several Tracts
- John Oldmixon – Clarendon and Whitlock Compar'd
- Christopher Pitt – Poems and Translations
- James Ralph – The Tempest
- Henry St. John – The Occasional Writer (pismo)
- Jonathan Swift, Alexander Pope, John Arbuthnot, et al. – Miscellanies in Prose and Verse
- James Thomson – A Poem Sacred to the Memory of Sir Isaac Newton
  - – Summer (part of The Four Seasons)
- William Warburton – The Legal Judicature in Chancery stated (published anonymously)
- John Wright – Spiritual Songs for Children